# José Manuel Sierra
José Manuel Sierra (Moguer, 21. svibnja 1978.), španjolski reprezentativni rukometni vratar.

## Vanjske poveznice
- Profil na stranicama EHF